# Sture Björk
Nils Sture Björk, född 9 oktober 1944 i Ljusnarsbergs församling i Örebro län, är en svensk orienterare som tog VM-guld i stafett 1968 samt VM-silver individuellt 1968 och i stafett 1970. Han representerade längde Grängesbergsklubben OK Malmia och flyttade 1973 över till Ludvika OK.
Sture Björk är sedan många år bosatt i Falun.